# نيلز كريستيان غيلميودن
نيلز كريستيان غيلميودن (بالنرويجية البوكمول: Niels Christian Geelmuyden)‏ هو صحفي وكاتب نرويجي، ولد في 18 ديسمبر 1960 في Færder ‏ في النرويج.